# Pedro Correia de Barros
Pedro Correia de Barros ComA • GOI (Loulé, 20 de Junho de 1911 - 1968) foi um militar português.

## Biografia
Filho de Miguel Correia de Barros e de sua mulher Joaquina Correia Dourado.
Ingressou na Escola Naval da qual se graduou em 1932, tendo também tirado os cursos de piloto observador militar de hidro-aviões (1937) e o curso geral naval de guerra (1949).
Quando ainda Primeiro-Tenente, a 8 de Janeiro de 1954 foi feito Oficial da Ordem da Estrela Negra de França e a 27 de Setembro de 1954 foi feito Comendador da Ordem Militar de Avis. A 5 de Junho de 1956 foi feito Grande-Oficial da Ordem da Estrela da Grande Camore de Marrocos.
Foi Governador de Macau entre 1956 e 1958 e de Moçambique entre 1958 e 1961. A 2 de Setembro de 1961 foi feito Grande-Oficial da Ordem do Império.
Regressando à Metrópole foi promovido em 1962 a Capitão de Mar e Guerra, posto no qual veio a morrer em 1968. A 20 de Agosto de 1965 foi agraciado com a Cruz de 3.ª Classe com Distintivo Branco da Ordem do Mérito Naval de Espanha.
Do seu casamento com Maria Fortunata Madeira, teve apenas um filho, José Pedro Fortunato Correia de Barros.